# ثقب معدي معوي
الثقب المعدي المعوي هو أي اختراق كامل في أي جزء من جدار القناة الهمضية التي تبطن المعدة والأمعاء الدقيقة والأمعاء الغليظة، مما يؤدي إلى انتقال محتويات الأمعاء إلى جوف البطن.
إن ثقب الأمعاء يؤدي إلى تلوث بكتيري في جوف البطن، مما يؤدي إلى التهاب الصفاق، أما ثقب المعدة فيؤدي إلى التهاب الصفاق الكيميائي (أو غير الناتج عن عدوى) نتيجة لتسرب العصارة الهضمية. إن أي ثقب في القناة الهضمية يستوجب تداخلا جراحيا طارئا.
نادرا من يتسبب الثقب المعدي المعوي بوفاة مفاجئة.

## الأعراض والعلامات
الألم المفاجئ في المنطقة فوق المعدية يمين الخط الوسطي يشير إلى ثقب قرحة الاثني عشري. أما قرحة المعدة فتتسبب بحرقة في المنطقة فوق المعدية مع إطلاق الريح وعسر الهضم. قد يطلب من المريض معلومات حول الأدوية التي يتعاطاها أو النقص في تناوله الغذاء.
ألم الثقب المعدي المعوي يبدأ من مكان الثقب وينتشر خلال البطن.
يتسبب الثقب المعدي المعوي بألم بطني شديد يصاحبه غثيان وتقيؤ وتقيؤ دموي. ومن الأعراض المتأخر الحمى والنفضان.
بعد ذلك، تصبح البطن صلبة مع ليونة وليونة ارتدادية. ثم بعد فترة تصبح البطن صامتة ويمكن سماع القلب في أي مكان من البطن. ثم تتوقف بطن المريض عن تمرير ريح وتقل حركتها ثم تنتفخ.

## الأسباب
من الأسباب المؤدية إلى الثقب المعدي المعوي قرحة المعدة وقرحة الإثني عشري والتهاب الزائدة الدودية وسرطان القناة الهضمية والتهاب الرتوج وداء الأمعاء الالتهابي ومتلازمة الشريان المساريقي العلوي والإصابات البدنية وداء الأسكارس وحمى التيفوئيد ومضادات الالتهاب اللاستيرويدية وابتلاع المواد الأكالة قد تكون سببا أيضا.

## التشخيص
يمكن ملاحظة الغازات في جوف البطن بواسطة الأشعة السينية. ويمكن ملاحظة الغاز بواسطة الأشعة السينية بسهولة عندما يكون المريض بوضع قائم. ويمكن ملاحظة الثقب بواسطة الأشعة المقطعية. كما يمكن ملاحظة ارتفاع نسبة كريات الدم البيضاء في الغالب.

## العلاج
العلاج يعتمد على العامل المسبب. التداخل الجراحي مطلوب غالبا من الاستكشاف البطني إلى غسل الصفاق. أما العلاجات الواقية أو المساعدة فتتضمن المحاليل الوريدية والمضادات الحيوية والشفط الأنفي المعدي وراحة القناة المعدية المعوية إذا لم يكن المريض متعرضا للتسمم وكان وضعه مستقرا من الناحية السريرية. عادة ما تكون استشارة طبيب مختص أمرا ضروريا.

## رقعة غراهام
رقعة غراهام (Graham patch) هي تقنية جراحية يتم استخدامها لغلق ثقوب الإثنى عشر. يتم استخدام قطعة من الثرب لتغطية الثقب.